# Reichsführer-SS
Reichsführer-SS (slovensko Državni vodja SS; kratica RF-SS) je bil najvišji položaj v organizaciji SS (1925-33), nato pa tudi najvišji čin. Nižji, najvišji generalski čin, je bil SS-Oberstgruppenführer; posledično ima RF-SS podoben status kot čin maršala.
V hierarhiji Wehrmachta mu je ustrezal čin feldmaršala.

## Zgodovina
Julius Schreck, ki je bil prvi poveljnik SS, ni uporabljal tega naziva položaja, saj ga je leta 1926 uvedel njegov naslednik Joseph Berchtold; pozneje so retroaktivno podelili naziv tudi Schrecku. Leta 1929 je Heinrich Himmler prevzel položaj, pri čemer je prenehal uporabljati svoj dejanski čin v SS, ampak se je predstavljal le kot RF-SS. Po noči dolgih nožev je bil položaj potrjen tudi kot čin. 
Zadnji RF-SS, Hanke, je bil imenovan v zadnjem mesecu druge svetovne vojne in ni nikoli uradno prevzel te nove funkcije zaradi propada nemških oboroženih sil ter posledične kapitulacije.

## Dolžnosti
Kot najvišji pripadnik SS je nosilec položaja (in čina) hkrati zasedal več funkcij, zaradi česar je imel veliko osebno moč. Himmler je tako bil zadolžen za vso notranjo varnost v Tretjem rajhu (poveljnik policije od 17. junija 1936), bil poveljnik paravojaške organizacije Waffen-SS (ki je veljala za četrto vejo Wehrmachta), nadzornik vseh (koncentracijskih, uničevalnih) taborišč in Einsatzgruppen, poveljnik varnostno-obveščevalne službe (Sicherheitsdienst),... Posledično se je SS razvila v državo znotraj države, saj se je prepletla s številnimi sferami nemške družbe.

## Nosilci naslova
- Julius Schreck: 1925 - 1926
- Joseph Berchtold: 1. november 1926 - marec 1927
- Erhard Heiden: marec 1927 - 6. januar 1929
- Heinrich Himmler: 6. januar 1929 - 29. april 1945
- Karl Hanke: 29. april 1945 - 8. maj 1945

## Galerija
- Zastava RF-SS
- Ovratni oznaki čina